# 蒙地貝羅海馬
蒙地貝羅海馬為輻鰭魚綱棘背魚目海龍魚科的其中一種，分布於東印度洋的澳洲蒙地貝羅群島海域，本魚背鰭軟條18-19枚，體環11個，尾環37個，體長可達7.8公分，棲息在大陸棚，屬肉食性，以小型甲殼類為食，卵胎生。